# Casa de José Morely
La Casa de José Morely es un edificio modernista situado en la calle Cardenal Cisneros del Ensanche Modernista en la ciudad española de Melilla y forma parte del Conjunto Histórico Artístico de la Ciudad de Melilla, un Bien de Interés Cultural.

## Historia
Comprado el solar por el contratista Antonio Baena el 31 de enero de 1916 encarga un proyecto, aunque lo vende a Moisés Morely Benhamú el 29 de mayo de ese año, construyendo un edificio según diseño de Emilio Alzugaray, fechado el mismo 29 de mayo.
Ya construido, el 21 de diciembre pasa la propiedad a su familiar José Morely, que en enero de 1917 lo amplia con una planta según diseño de Enrique Nieto, del 8 del mes, que lo vuelve a ampliar entre el 7 de octubre de 1926 y el 27 de abril de 1927 con otra planta.

## Descripción

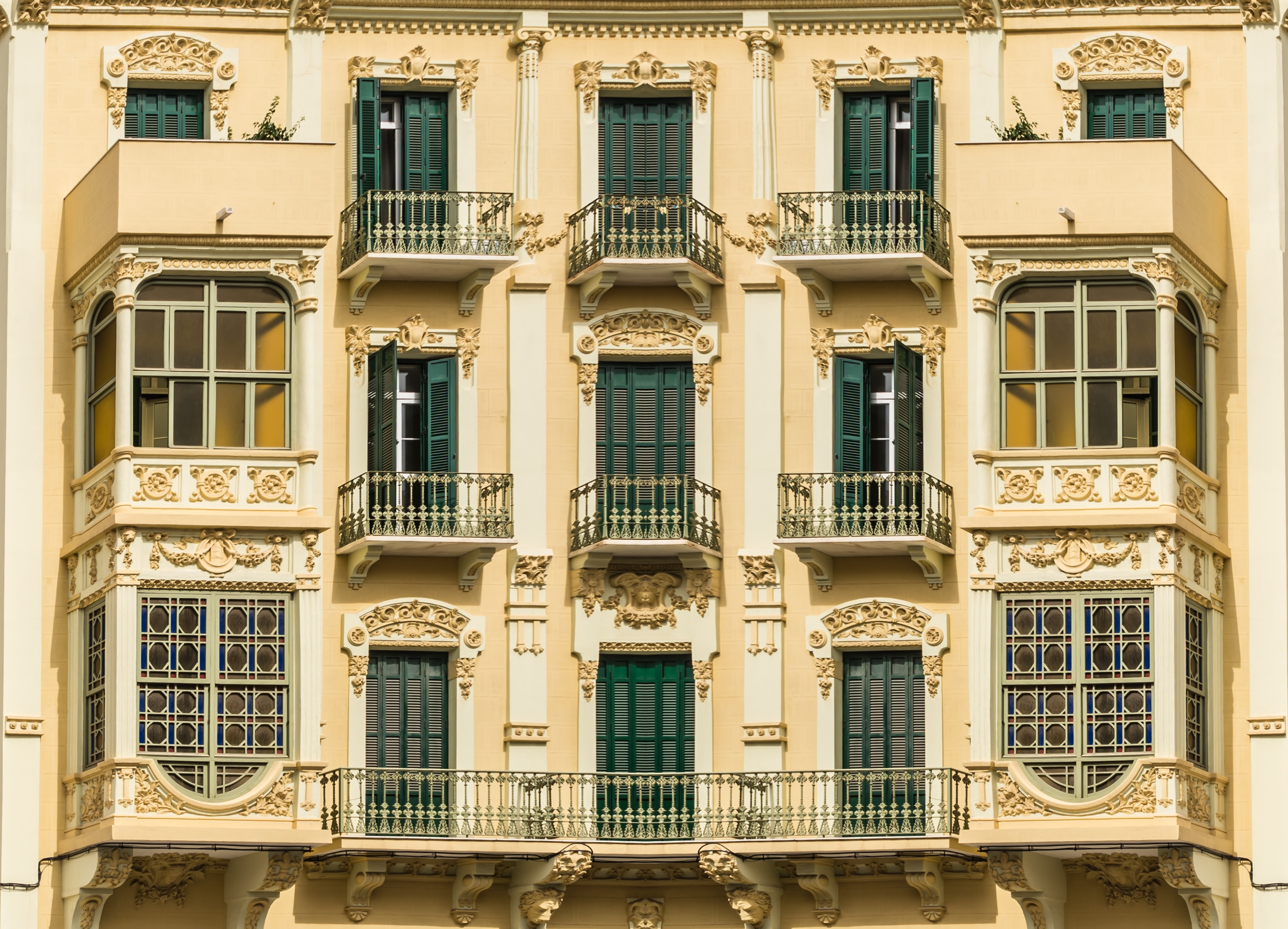
Vista fachada principal (2017)

Consta de planta baja y tres plantas, más otra retranqueada y está construida con paredes de mampostería de piedra local y ladrillo macizo, con vigas de hierro y bovedillas del mismo ladrillo y en el que destaca su fachada principal, a la calle Cardenal Cisneros, con los bajos con cenefas, y las ménsulas que conducen a la balconada central, flanqueada por miradores de dos plantas en los extremos, con balcones en las demás plantas de exquisitas rejerías.
Su fachada presenta una composición simétrica entre los miradores y numerosos detalles zoomórficos y antropomorfos, junto a la ornamentación floral.
A su derecha existió una espléndida escalera, derribada, dónde en su lugar se colocó la fuente de Trara y que en 1990 se reformó, construyendo una escalera curvada de mármol y una nueva fuente, también de mármol, elevada sobre la calle Cardenal Cisneros.

## Galería de imágenes

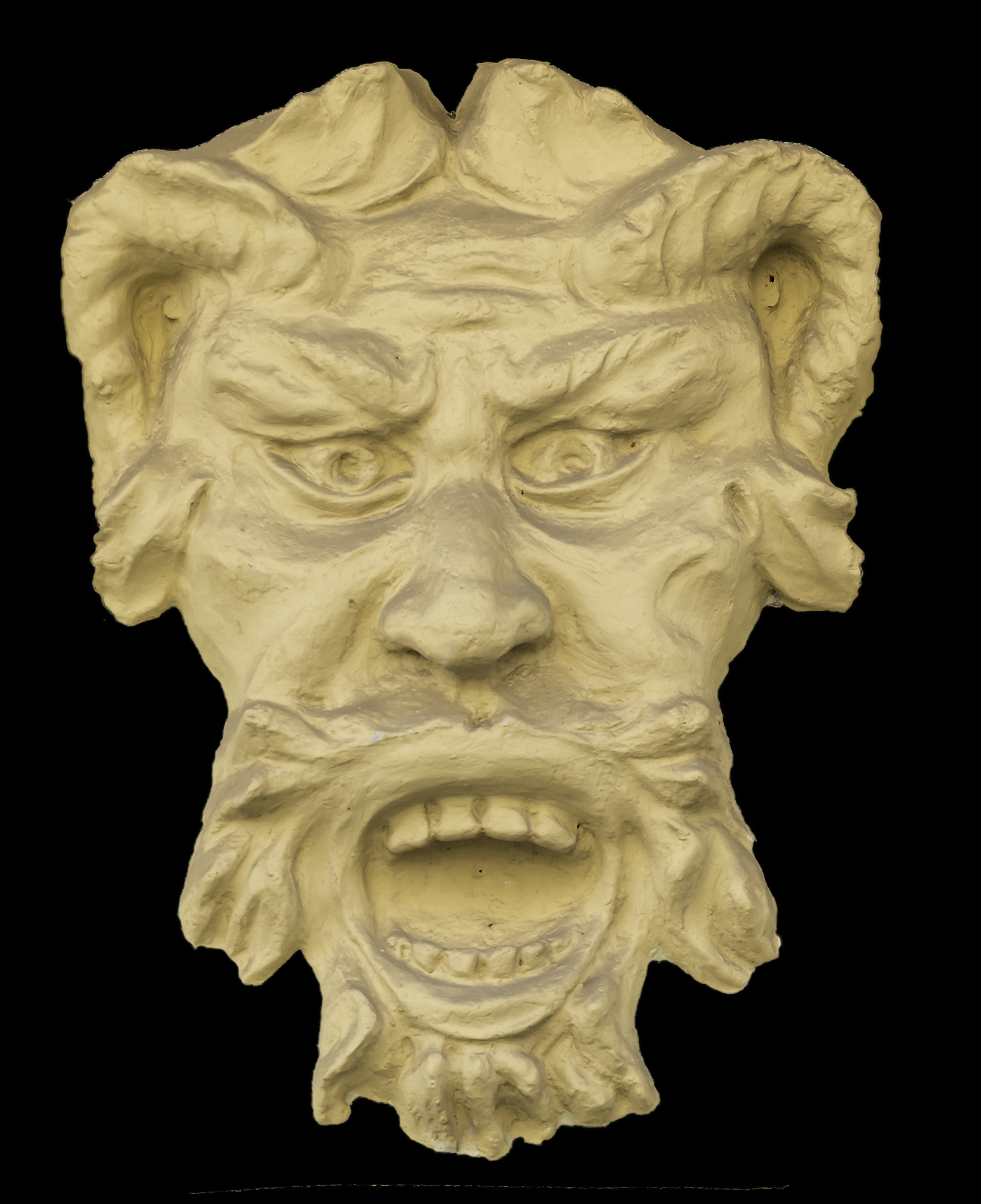
Detalle antropomorfo casa José Morely
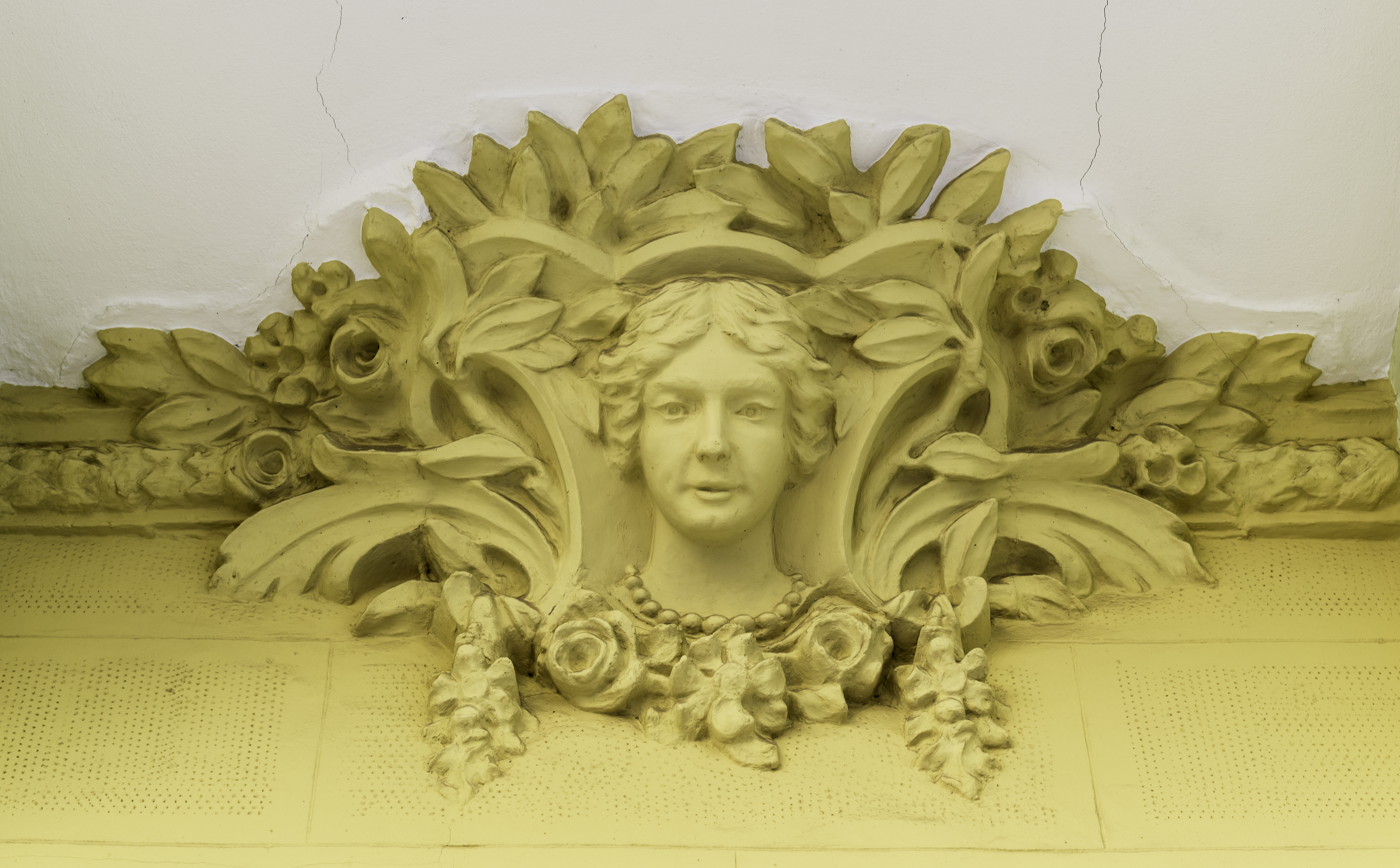
Ménsula decorativa
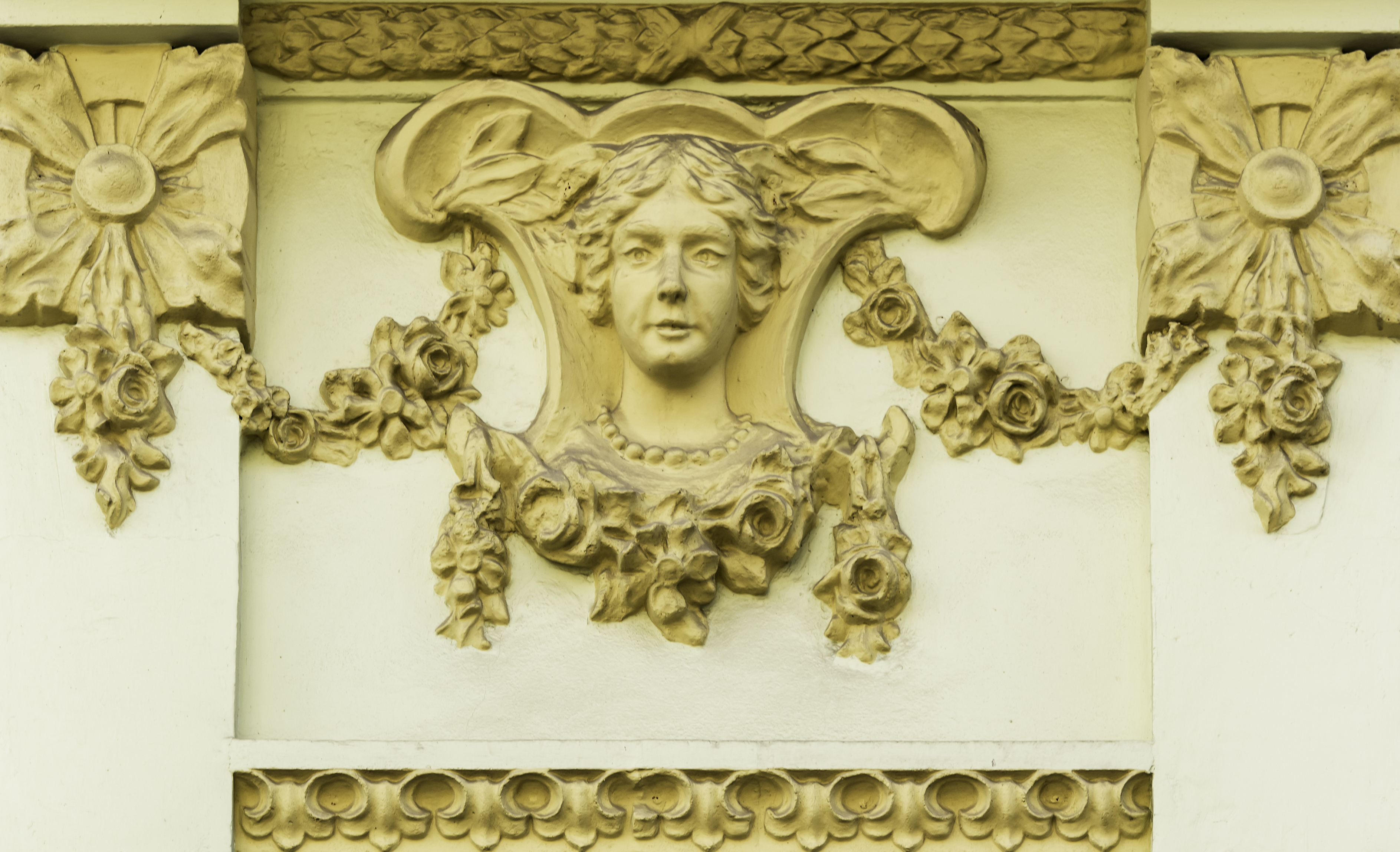
Detalle en dintel sobre ventana primer piso
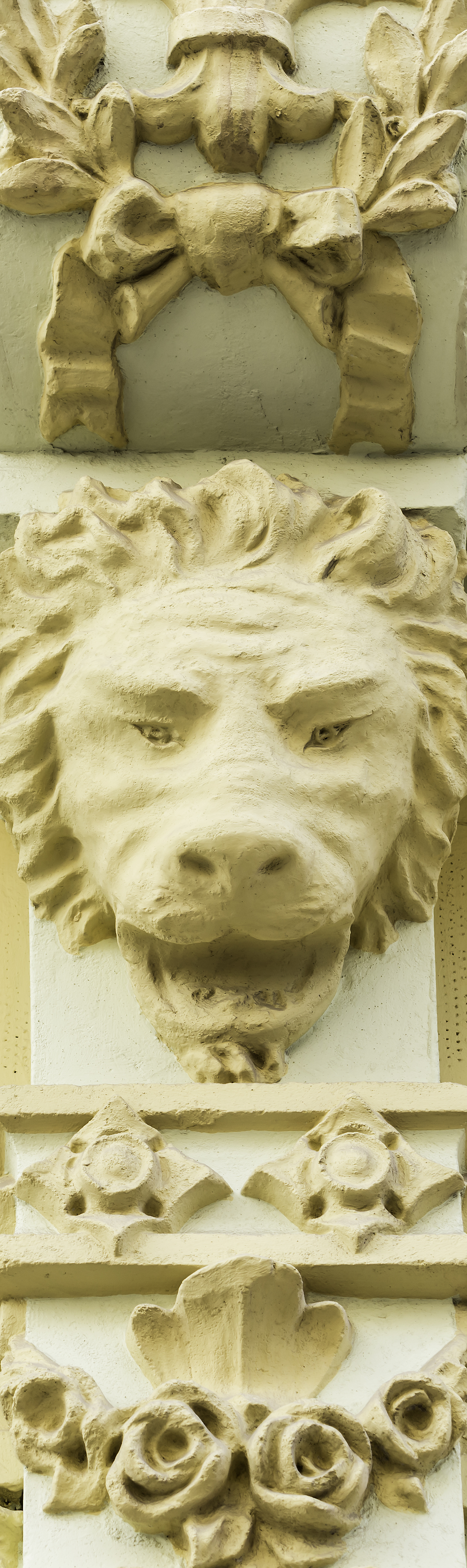
Detalles zoomorfo y florales